# Philipp Öttl

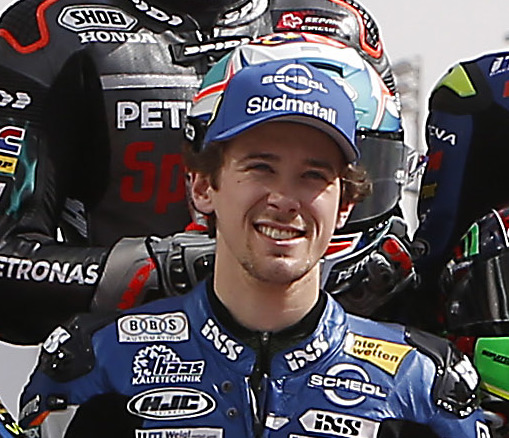
Philipp Öttl, 2018

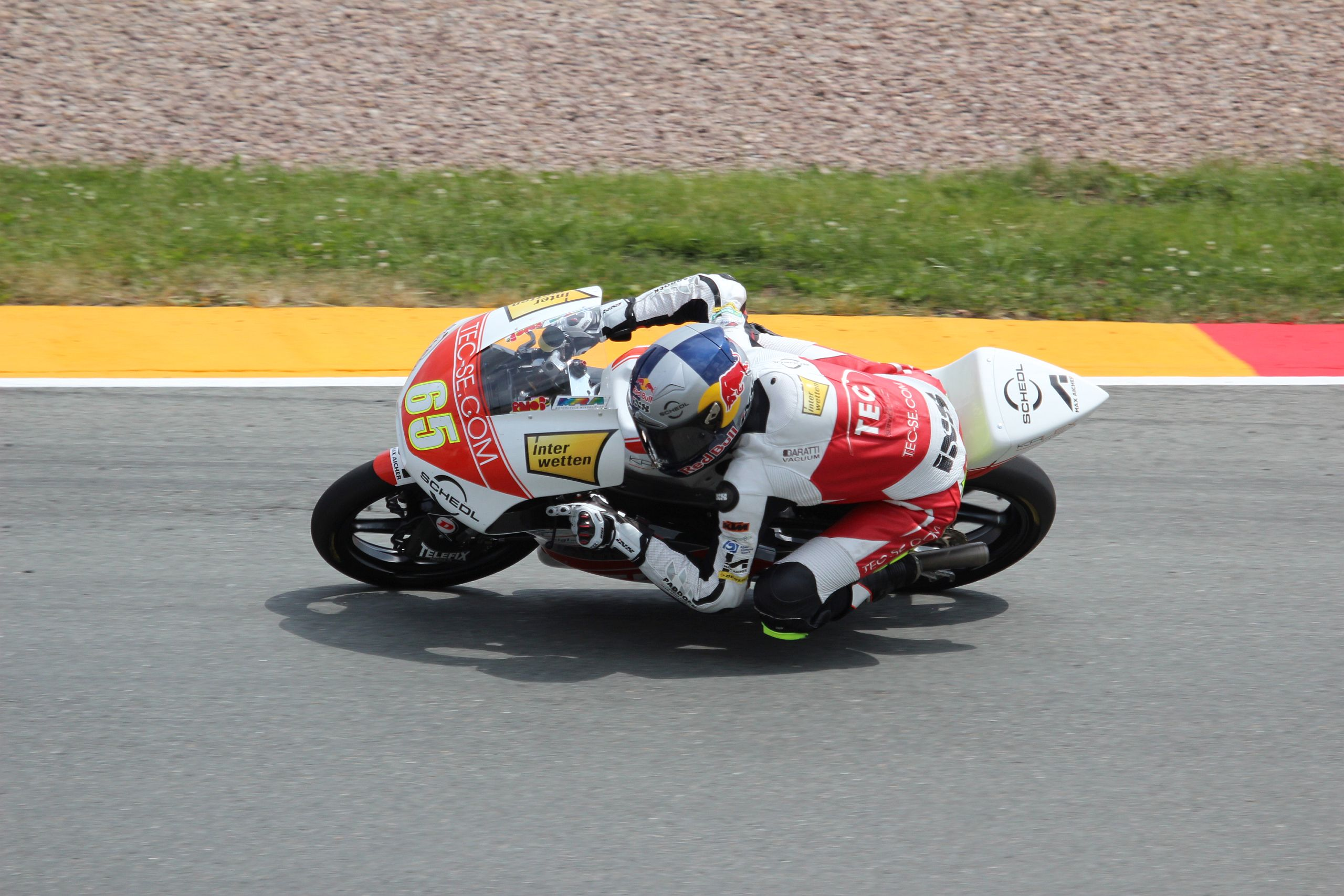
Philipp Öttl auf dem Sachsenring 2013, mit einer Kalex-KTM

Philipp Öttl (* 3. Mai 1996 in Bad Reichenhall) ist ein deutscher Motorradrennfahrer.
Sein Vater Peter Öttl war ebenfalls Motorradrennfahrer und in den 1980er- und 1990er-Jahren in der Motorrad-WM aktiv.

## Karriere

### Anfänge
2005 fuhr Öttl im Supermoto Cup bis 50 cm³ und wurde mit fünf Siegen Vizemeister. Im Jahr darauf holte er in der Klasse bis 65 cm³ weitere fünf Siege. 2007 und 2008 fuhr Öttl in der Junioren Meisterschaft Supermoto in Österreich, wo er 2008 mit sieben Siegen Meister wurde. Zugleich bestritt Öttl einige Gastrennen im ADAC Minibike Cup. Hierbei holte er vier Siege und zwei 2. Plätze. 2009 bestritt er die gesamte Saison im ADAC Junior Cup und wurde mit zwei Siegen und drei Podestplätzen Vizemeister.
2010 startete Öttl für das Team HP-Moto in der Internationalen Deutschen Motorradmeisterschaft und wurde Gesamt-Vierter. Gleiches Ergebnis erfuhr er dort 2011. 2010 und 2011 fuhr er zugleich im Red Bull MotoGP Rookies Cup und erreichte dort den 18. bzw. im Folgejahr den vierten Gesamtrang, wobei er 2011 mit einem Sieg und einem 2. Platz in den ersten zwei Rennen in Jerez überraschen konnte. Kurz darauf brach er sich bei einem Test am Lausitzring das Schlüsselbein, doch ab Saisonmitte ließ er mit einem Sieg am Sachsenring wieder aufhorchen.

### Spanische Meisterschaft
2012 fuhr Öttl in der Spanischen Motorrad-Straßenmeisterschaft, wo er nach seinem Sensations-Sieg in Jerez den vierten Gesamtrang einfuhr. Im selben Jahr bestritt Öttl wieder den Red Bull MotoGP Rookies Cup und konnte in Silverstone einen Sieg verzeichnen. Mit drei weiteren Podestplätzen gelang ihm auch hier der vierte Gesamtrang.

### Motorrad-Weltmeisterschaft
2012 fuhr Öttl das letzte Rennen der Saison, den Großen Preis von Valencia, für Tec Interwetten Moto3 Racing in der Moto3-Klasse der Motorrad-WM und holte mit Platz elf auf Anhieb fünf Weltmeisterschaftspunkte und damit den Rang 31 in der Gesamtwertung. 2013 und 2014 fuhr er für das gleiche Team jeweils die gesamte Saison. Ab 2015 fuhr er für Schedl GP Racing. In der ersten Saison mit seinem neuen Team gelang ihm gleich sein erster Podestplatz mit einem dritten Platz beim Großen Preis von Indianapolis.
In der Saison 2018 gelang ihm beim Großen Preis von Spanien auf dem Circuito de Jerez sein erster Grand-Prix-Sieg. Dennoch wurde die Saison zu seiner schlechtesten der vier für Schedl GP, er wurde lediglich 16. mit 58 Punkten.
In der Saison 2019 startete Öttl für das Red-Bull-KTM-Tech3-Team in der Moto2-Klasse der Weltmeisterschaft. Die Saison wurde jedoch zu einer Enttäuschung, in der gesamten Saison blieb der Bayer punktelos.
Im Jahr 2020 fuhr Öttl in der Supersport-Weltmeisterschaft für Puccetti Racing auf einer Kawasaki an. Er wurde in seinem ersten Jahr mit vier Podestplätzen WM-Dritter.
Der Vertrag wurde verlängert, sodass Öttl auch 2021 für Puccetti Racing in der Supersport-WM antrat, welcher er als WM-Fünfter abschloss.
Zur Saison 2022 stieg Öttl in die Superbike-Weltmeisterschaft auf. Er erhielt einen Vertrag im italienischen Team GoEleven und pilotiert eine Ducati Panigale V4 R.
Auch in der Saison 2023 startete Öttl für das GoEleven Team in der Superbike-Weltmeisterschaft.
Der Vertrag von Öttl wurde bei GoEleven nicht verlängert. Er wechselte daraufhin zur Saison 2024 zum französischen Team GMT94 und pilotierte dort eine unterlegene Yamaha YZF-R1.
Zur Saison 2025 wechselte Öttl zurück in die Supersport-WM und geht dort auf einer Ducati an den Start.

## Statistik

### Erfolge
- 2013 – Moto3-Rookie of the Year auf Kalex
- 1 Grand-Prix-Sieg

### In der Motorrad-Weltmeisterschaft
| Saison | Klasse | Team                      | Motorrad  | Rennen | Siege | Zweiter | Dritter | Poles | Schn. Rennrunden | Punkte | Ergebnis |
| ------ | ------ | ------------------------- | --------- | ------ | ----- | ------- | ------- | ----- | ---------------- | ------ | -------- |
| 2012   | Moto3  | HP Moto Kalex             | Kalex-KTM | 1      | —     | —       | —       | —     | —                | 5      | 31.      |
| 2013   | Moto3  | Interwetten Paddock Moto3 | Kalex-KTM | 16     | —     | —       | —       | —     | 1                | 34     | 18.      |
| 2014   | Moto3  | Interwetten Paddock Moto3 | Kalex-KTM | 18     | —     | —       | —       | —     | —                | 10     | 24.      |
| 2015   | Moto3  | Schedl GP Racing          | KTM       | 18     | —     | —       | 1       | —     | —                | 73     | 15.      |
| 2016   | Moto3  | Schedl GP Racing          | KTM       | 17     | —     | —       | —       | 1     | 1                | 85     | 12.      |
| 2017   | Moto3  | Schedl GP Racing          | KTM       | 17     | —     | 1       | —       | —     | —                | 105    | 10.      |
| 2018   | Moto3  | Schedl GP Racing          | KTM       | 17     | 1     | —       | —       | —     | —                | 58     | 16.      |
| 2019   | Moto2  | Red Bull KTM Tech3        | KTM       | 16     | —     | —       | —       | —     | —                | 0      | 33.      |
| Gesamt | Gesamt | Gesamt                    | Gesamt    | 120    | 1     | 1       | 1       | 1     | 2                | 370    |          |

Grand-Prix-Siege
| Saison | Klasse | Rennen  |
| ------ | ------ | ------- |
| 2018   | Moto3  | Spanien |

### In der Supersport-Weltmeisterschaft
(Stand: 30. März 2025)
| Saison | Team                     | Motorrad              | Rennen | Siege | Zweiter | Dritter | Poles | Schn. Rennrunden | Punkte | Ergebnis |
| ------ | ------------------------ | --------------------- | ------ | ----- | ------- | ------- | ----- | ---------------- | ------ | -------- |
| 2020   | Kawasaki Puccetti Racing | Kawasaki Ninja ZX-6 R | 15     | —     | 1       | 3       | —     | —                | 162    | 3.       |
| 2021   | Kawasaki Puccetti Racing | Kawasaki Ninja ZX-6 R | 23     | —     | 3       | 4       | 1     | —                | 252    | 5.       |
| 2025   | Feel Racing Team         | Ducati Panigale V2    | 2      | —     | —       | —       | —     | —                | 11     | 14.      |
| Gesamt | Gesamt                   | Gesamt                | 40     | 0     | 4       | 7       | 1     | 0                | 425    |          |

### In der Superbike-Weltmeisterschaft
(Stand: Saisonende 2024)
| Saison | Team          | Motorrad             | Rennen | Siege | Zweiter | Dritter | Poles | Schn. Rennrunden | Punkte | Ergebnis |
| ------ | ------------- | -------------------- | ------ | ----- | ------- | ------- | ----- | ---------------- | ------ | -------- |
| 2022   | Team GoEleven | Ducati Panigale V4 R | 32     | —     | —       | —       | —     | —                | 85     | 13.      |
| 2023   | Team GoEleven | Ducati Panigale V4 R | 36     | —     | —       | —       | —     | —                | 124    | 15.      |
| 2024   | GMT94 Yamaha  | Yamaha YZF-R 1       | 36     | —     | —       | —       | —     | —                | 5      | 24.      |
| Gesamt | Gesamt        | Gesamt               | 104    | 0     | 0       | 0       | 0     | 0                | 214    |          |